# Brütten
Brütten är en ort och kommun i distriktet Winterthur i kantonen Zürich, Schweiz. Kommunen har 2 186 invånare (2023).